# Ion Hopulele
Ion Hopulele (n. 5 ianuarie 1931, Cacica, jud. Suceava) a fost un deputat român în legislatura 1990-1992, ales în județul Iași pe listele partidului FSN. Este profesor universitar dr. ing. ( pensionar din anul 2001) și conducător de doctorat, la Universitatea Tehnică „Gh. Asachi” din Iași. A fost rector interimar al Institutului Politehnic din Iași (ales de studenți după Revoluția din 1989). 

## Studii
A urmat cursurile Școlii Tehnice Metalurgice din Iași, iar în anul 1951 s-a înscris la Facultatea de Mecanică a Institutului Politehnic din Iași, pe care a absolvit-o în anul 1956. A fost succesiv șef de laborator, asistent, șef de lucrări, conferențiar și profesor universitar la Catedra Tehnologia metalelor de la Facultatea de Mecanică, Institutul Politehnic Iași. În anul 1973 a obținut titlul științific de doctor inginer cu teza „Contribuții la îmbunătățirea ciclurilor de tratament termic al sudurilor unor oțeluri aliate. Institutul Politehnic Iași, 1973”, conducător științific prof dr. ing. docent Toma Fărcaș. Senator de  Onoare al Senatului Universității Tehnice „Gh. Asachi” din Iași.

## Cărți publicate
- Nejneru, C., Hopulele I., Gheorghiu B., Medii controlate la încălzirea materialelor metalice. Editura Tehnopress, Iași, 2009, ISBN 978-973-702-672-9
- Hopulele I., Cimpoeșu N., Nejneru C., Metode de analiză a  materialelor - microscopie și analiză termică. Editura Tehnopress, Iași, 2009, ISBN 978-973-702-673-6
- I. Hopulele, I. Alexandru, D. Gălușcă, Tratamente termice și termochimice, vol. I și II, 1983, Rotaprint Institutul Politehnic Iași
- I. Hopulele, M. Gramaticu, Construcții sudate. Tehnologia sudării prin topire, 1975, Rotaprint Institutul Politehnic Iași.

## Invenții
1. Procedeu  de cementare a pieselor calde. Invenție premiată cu medalia de aur la al 44-lea Salon de Inventică, Bruxelles